# La Ferrière-Béchet
La Ferrière-Béchet är en kommun i departementet Orne i regionen Normandie i nordvästra Frankrike. Kommunen ligger i kantonen Sées som tillhör arrondissementet Alençon. År 2022 hade La Ferrière-Béchet 250 invånare.

## Befolkningsutveckling
Antalet invånare i kommunen La Ferrière-Béchet
| Referens: INSEE |